# Inga herrerae
Inga herrerae är en ärtväxtart som beskrevs av Nelson A. Zamora. Inga herrerae ingår i släktet Inga och familjen ärtväxter. IUCN kategoriserar arten globalt som starkt hotad. Inga underarter finns listade i Catalogue of Life.

## Bildgalleri

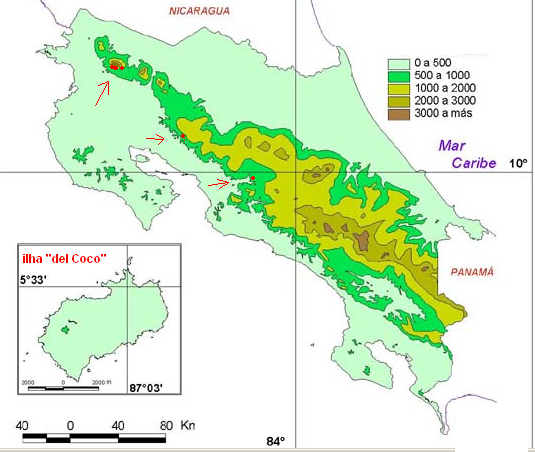